# Liotella aupouria
Liotella aupouria är en snäckart som först beskrevs av Powell 1937.  Liotella aupouria ingår i släktet Liotella och familjen pärlemorsnäckor. Inga underarter finns listade i Catalogue of Life.